# 今浜インターチェンジ
今浜インターチェンジ（いまはまインターチェンジ）は、石川県羽咋郡宝達志水町今浜にあるのと里山海道のインターチェンジである。本項目では、かつて穴水側に設置されていた今浜料金所（いまはまりょうきんじょ）についても記載する。

## 歴史
- 1973年（昭和48年）
  - 7月21日 - 能登海浜道路の高松IC - 柳田IC間が開通[2][4][5]。
  - 7月22日 - 供用開始[1][3][6][7]。供用開始当初は暫定2車線で[2][5]、6時から22時までが通行可能時間帯として指定（深夜は通行禁止）[2]。
- 1982年（昭和57年）9月13日 - 路線名を「能登有料道路」に変更[7]、同道路のインターチェンジとなる。
- 1994年（平成6年）8月11日 - 当ICを含む白尾IC - 柳田IC間が4車線化[7]。
- 2013年（平成25年）3月31日 - 能登有料道路が無料化されたことに伴い、のと里山海道のインターチェンジとなる[7]。

## 接続道路
- 宝達志水町道

## 今浜料金所

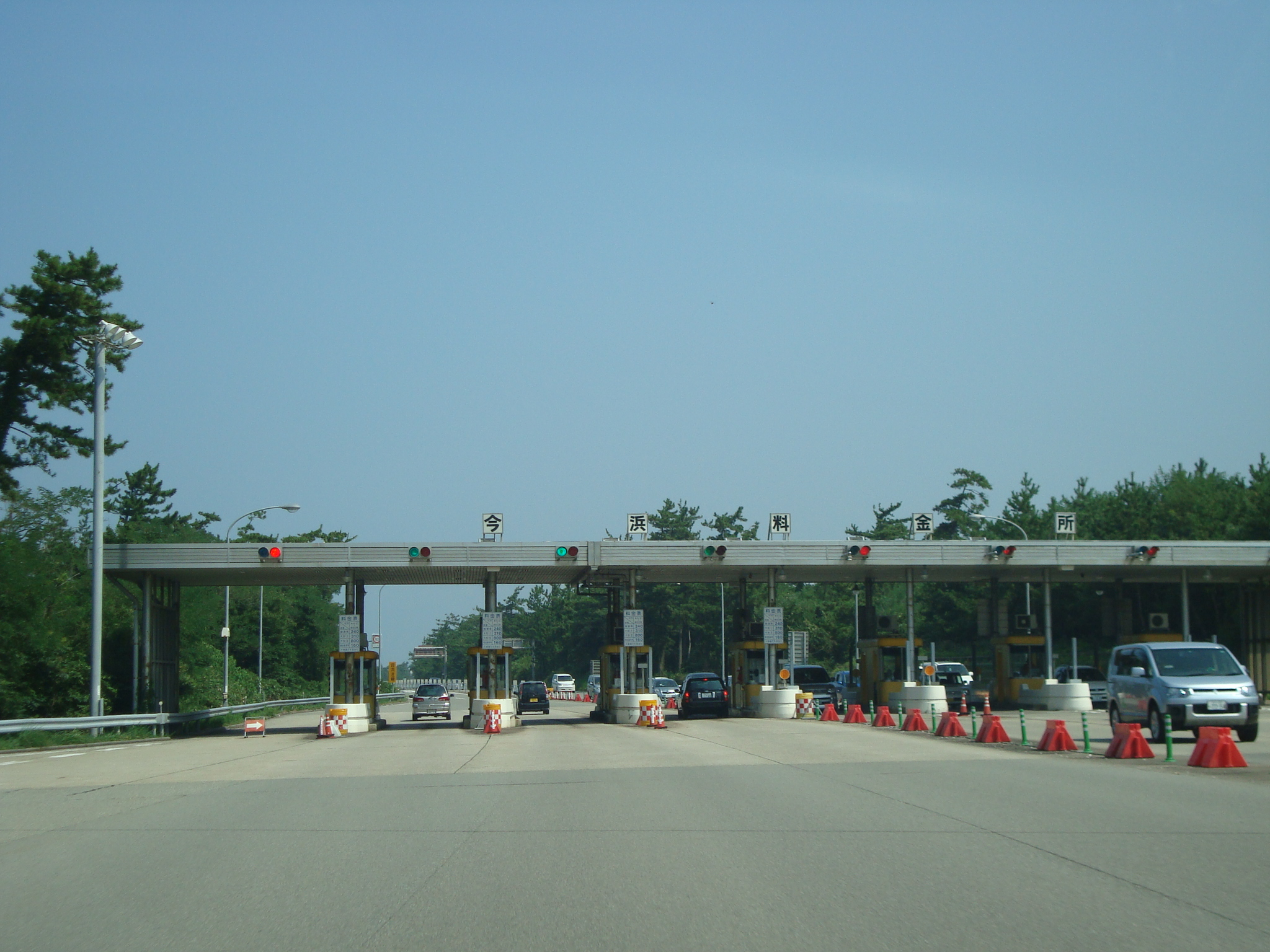
今浜本線料金所

今浜料金所は2013年に廃止された料金所である。ETCやクレジットカードおよびかつて道路関係四公団が発行していたハイウェイカードでは精算できなかった。
- 高松IC - 柳田IC間の料金を支払う。
  - 金沢方面→穴水方面（高松IC起算）[8]
普通車 - 240円、大型車I - 310円、大型車II - 800円、軽自動車等 - 160円
- 穴水方面の今浜IC出入りの場合、本線料金所で「ここで降ります（または、ここから乗りました）」と自己申告しなければならなかった。自己申告しなかった場合、本線を通行したものと見なされ、上記の料金を支払うことになっていた[要出典]。
  - 金沢方面→穴水方面（高松IC起算）[8]
普通車 - 140円、大型車I - 160円、大型車II - 430円、軽自動車等 - 110円
  - 穴水方面→金沢方面（柳田IC起算）[8]
普通車 - 100円、大型車I - 150円、大型車II - 370円、軽自動車等 - 50円

## 周辺
- 千里浜なぎさドライブウェイ[9][10]
- 千里浜カントリークラブ

## 隣
E86 のと里山海道
米出IC - 今浜IC - 志雄PA - 千里浜IC